# Ludwig Schmieder
Ludwig Schmieder (* 19. Mai 1884 in Karlsruhe; † 22. Dezember 1939 in Heidelberg) war ein Ingenieur, Architekt, Oberbaurat und Leiter des Bezirksbauamt Heidelberg. Er verfasste zahlreiche Fachschriften.

## Schriften (Auswahl)
- Das ehemalige Benediktinerkloster St. Blasien, Verlag C. F. Müller Karlsruhe 1921
- Kurpfälzisches Skizzenbuch J. Hörning, Heidelberg 1926
- Führer durch Heidelberg und Umgebung im Auftrag des Stadtrates u. d. Verkehrsvereins Verlag J. Hörning, Heidelberg 1928
- Das Benediktinerkloster St. Blasien : Eine baugeschichtl. Studie Verlag Benno Filser, Augsburg 1929